# فرانك تسيغلر
فرانك تسيغلر (بالإنجليزية: Frank Ziegler)‏ هو لاعب كرة قدم أمريكية أمريكي، ولد في 1 أكتوبر 1923 في كوليج بارك في الولايات المتحدة، وتوفي في 6 مارس 2011.

## وصلات خارجية
- فرانك تسيغلر على موقع مرجع كرة القدم المحترفة.كوم (الإنجليزية)